# Glenea subscalaris
Glenea subscalaris är en skalbaggsart som beskrevs av Maurice Pic 1927. Glenea subscalaris ingår i släktet Glenea och familjen långhorningar. Inga underarter finns listade i Catalogue of Life.